# 分类变量
分类变量或称类别变量是统计学中的有限多个取值的变量，其每个值对应于定性属性的特定分组（group）或定类类别。在计算机科学或一些数学分支中，分类变量对应于列举法或枚举类型。通常，分类变量的每个值成为一个level。其概率分布称为分类分布。
分类数据（Categorical data）是一种统计数据类型，由分类变量及其数据组成。具体说，分类数据可从定性数据计数汇总或生成列联表，或从定量数据按照给定的间隔分组得到。 
分类变量如果只可能有两个取值，被称为二值变量（binary variable或dichotomous variable），如伯努利变量。分类变量如果取多于2个值，成为多值变量（polytomous variables）。

## 分类变量的例子
- 血型： A, B, AB 或 O.
- 一个国家的合法政党
- 岩石类型： 火成岩, 沉积岩, 变质岩.

## 表示法
为使统计处理简便，分类变量可以赋以数值索引值，如从1到K，对于K值分类变量。这种表示可以用于相等比较、作为集合的元素做集合运算。
分类变量的集合的集中趋势可用众数表示，但不能定义均值或中位数。 

## 可能值的数量
分类的随机变量用统计学的分类分布，允许任意K值分类变量用每个值的单独的概率来表示（即K值的离散概率分布）。这种多值分类变量常用多项分布来分析。分类结果的回归分析是通过多项逻辑回归、multinomial probit或相关的discrete choice模型。
分类变量也可以只有两种可能结果，称为二值变量或伯努利变量。由于重要性，这种情形常被视作独立分布（伯努利分布）、独立的回归模型（逻辑回归、probit regression等）。反之，分类变量常被用于指大于等于3种结果，或称“多值变量”（multi-way variable）。 

## 拓展阅读
- Andersen, Erling B. 1980. Discrete Statistical Models with Social Science Applications. North Holland, 1980.
- Bishop, Y. M. M.; Fienberg, S. E.; Holland, P. W. . MIT Press. 1975. ISBN 978-0-262-02113-5. MR 0381130.
- Christensen, Ronald. . Springer Texts in Statistics Second. New York: Springer-Verlag. 1997: xvi+483. ISBN 0-387-98247-7. MR 1633357.
- Friendly, Michael. Visualizing categorical data （页面存档备份，存于）. SAS Institute, 2000.
- Lauritzen, Steffen L.  (PDF) updated electronic version of the (University of Aalborg) 3rd (1989). 2002 [1979]  [2020-11-20]. （原始内容存档 (PDF)于2020-04-30）.
- NIST/SEMATEK (2008) Handbook of Statistical Methods （页面存档备份，存于）